# Сонячний клапан

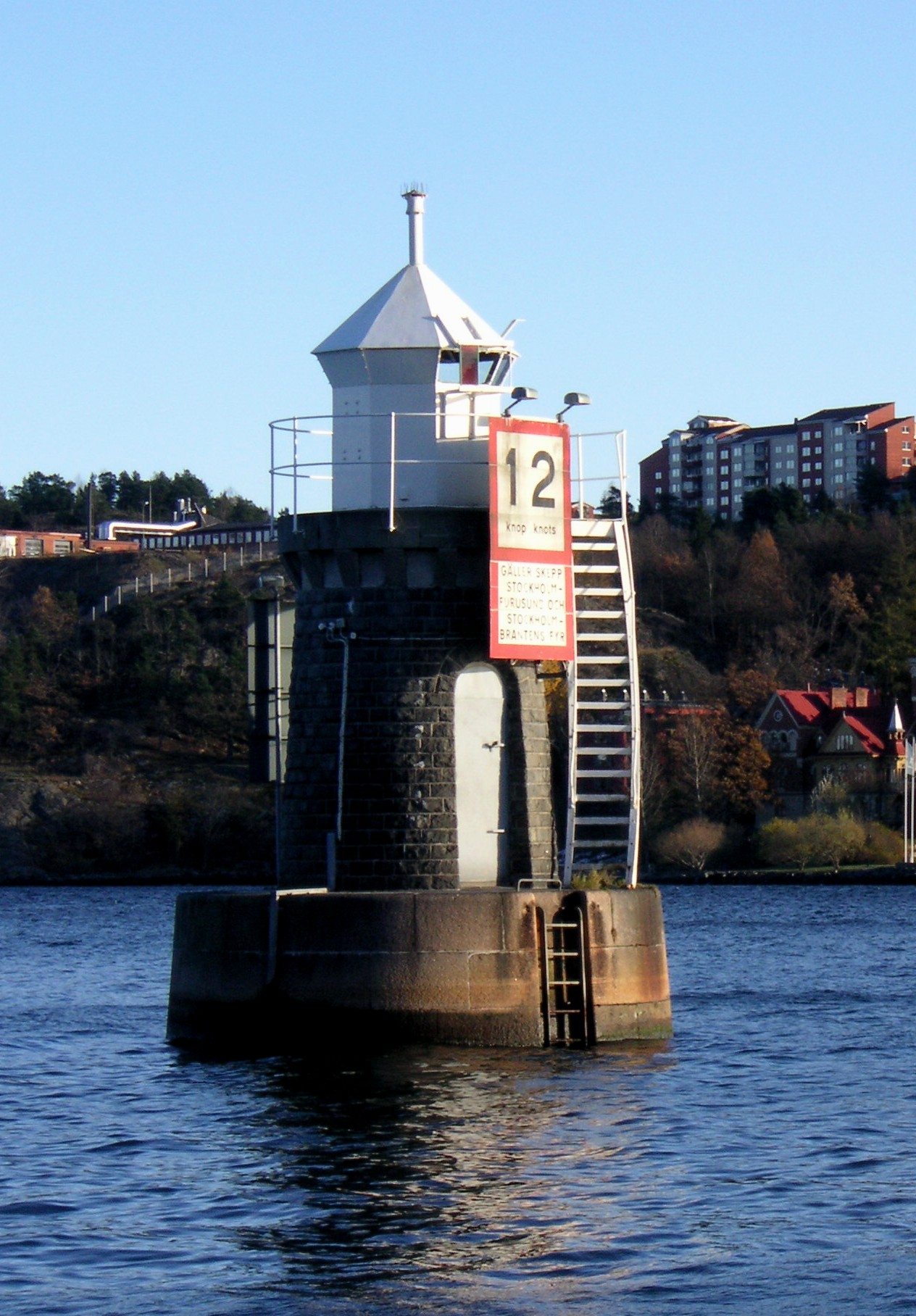

Сонячний клапан — пристрій для запалення сигнального вогню, що забезпечує виділення газу тільки в нічний час або в погану погоду.

## Клапан Далена
Клапан був ключовим компонентом світильника Dalén, який використовувався в маяках з 1900-х до 1960-х років, коли електричне освітлення було домінуючим.
Видатні інженери, такі як Томас Едісон, сумнівалися, що пристрій зможе працювати. Німецьке патентне відомство вимагало демонстрації перед схваленням заявки на патент.

## Опис

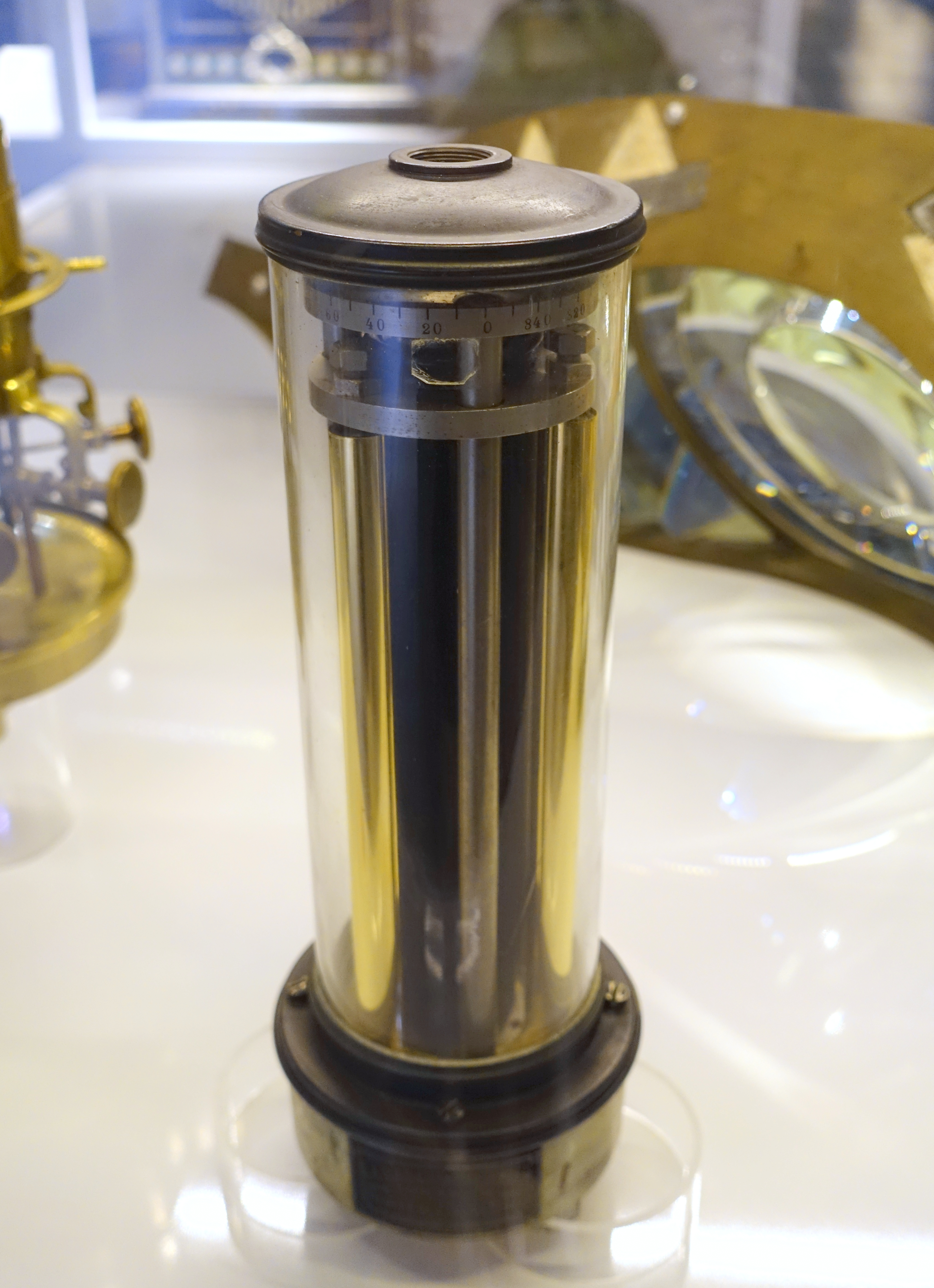
Сонячний клапан, розроблений Густавом Даленом, 1912 року, TM34299 — Текніський музей — Стокгольм

Складається з чотирьох вертикальних металевих стрижнів, поміщених у скляну прозору трубку та закріплених за верхні кінці. Три відполіровані стрижні розташовані навколо четвертого, зачорненого. При нагріванні сонячним світлом, відбитим полірованими стрижнями, зачорнений стрижень подовжується і натискає важіль, що закриває газовий вентиль, унеможливлюючи проходження газу і тим самим вимикаючи світло. Вночі зачорнений стрижень охолоджується і стискається, що дозволяє важелю, що підтискається пружиною, піднятися і відкрити вентиль для проходу газу. Потік газу, що виникає, підпалюється за допомогою запального пристрою.
Цей пристрій може бути відрегульований так, що запалюватиме вогонь при певній освітленості.
Спроєктував клапан шведський вчений Густав Дален у 1907 році, що дозволило автоматизувати роботу маяків, вмикаючи маяк уночі та вимикаючи за сонячної погоди. Необхідність у наглядачах маяків практично відпала, їхнє завдання тепер зводилося лише до екстреного ремонту.
У 1912 році Густаву Далену за цей пристрій та вдосконалення газового акумулятора було присуджено Нобелівську премію з фізики «за винахід автоматичних регуляторів, що використовуються у поєднанні з газовими акумуляторами для джерел світла на маяках та буях».

## Приклади
Система ацетиленового освітлення Далена для морської навігації виявилася дуже надійною, прикладом чого є маяк на острові Чамбе біля Занзібару. Цей маяк був побудований в 1904 році і переобладнаний на безпілотний автоматичний ацетиленовий газ у 1926 році . Ацетиленова освітлювальна установка, керована сонячним клапаном, залишалася в експлуатації, поки маяк не був переобладнаний на сонячну (фотоелектричну) систему в 2013 році.

## Інші варіанти
У 1921 році Френсіс Еверард Лемплоу (інженер компанії-конкурента AGA з будівництва маяків: Chance Brothers) запатентував альтернативний «світловий клапан» в надії зламати ефективну монополію Далена. У наступні роки він був встановлений на кількох маяках, але через його залежність від рідини його можна було використовувати лише в статичних місцях (на відміну від клапанів Далена, дуже багато з яких були встановлені на плавучих буях). «Клапан» Ламплоу був формою перемикача, на якому були встановлені дві скляні колби, одна чорна, інша прозора, частково заповнена рідким ефіром і з'єднана між собою трубкою. Протягом дня тепло від сонячного світла змушує повітря в чорній колбі розширюватися, змушуючи рідину потрапляти в прозору колбу, додаткова вага перекидає вимикач і відключає струм до лампи; вночі, або в інший час недостатнього світла, процес повертався, знову даючи струм.
У 1935 році Едвін Х. Пендлтон отримав патент США на сонячний клапан, що активується парою біметалевих пластин.